# Again (YUIの曲)
「again」（アゲイン）は、日本のシンガーソングライター・YUIの13作目のシングル。2009年6月3日にSTUDIOSEVEN Recordingsから発売された。

## 概要
前作「SUMMER SONG」から約11ヶ月ぶりのシングル。自身の誕生日である3月26日に公式サイトで活動再開と共に発売が発表された。
キャッチコピーは、「前作から、約1年ぶりのシングル発売決定!」。
初回生産限定盤にはDVDが付属しており、「again」のミュージック・ビデオと高校生スクールライブドキュメンタリー映像「I'll be」が収録されている。通常盤の初回限定仕様には、『鋼の錬金術師 FULLMETAL ALCHEMIST』オリジナル・ワイドキャップ（ステッカー仕様）とオリジナル・錬成陣ステッカーが封入されている。

## 収録内容
| 全作詞・作曲: YUI。 |                                          |           |            |                       |      |
| #                   | タイトル                                 | 作詞      | 作曲・編曲 | 編曲                  | 時間 |
| 1.                  | 「again」                                | YUI       | YUI        | 近藤ひさし            | 4:16 |
| 2.                  | 「Sea」                                  | YUI       | YUI        | e.u.Band & 近藤ひさし | 3:32 |
| 3.                  | 「SUMMER SONG 〜YUI Acoustic Version〜」 | YUI       | YUI        | YUI & northa+         | 3:28 |
| 4.                  | 「again 〜Instrumental〜」               | YUI       | YUI        |                       | 4:16 |
| 合計時間:           | 合計時間:                                | 合計時間: | 15:32      |                       |      |

| #  | タイトル                         | 作詞 | 作曲・編曲 |
| -- | -------------------------------- | ---- | ---------- |
| 1. | 「again -Video Clip-」           |      |            |
| 2. | 「I'll be ドキュメンタリー映像」 |      |            |

## 楽曲解説
1. again
ロックバンド、ステレオポニーのドラマーであるSHIHOがレコーディングに参加している。
ミュージック・ビデオには通常のものに加えて、演奏やカメラワークなど全てが一発撮りで行われた「again 〜Live Recording Version〜」も制作された。
2. Sea
発売後にカップリング曲では前作収録の「Laugh away 〜YUI Acoustic Version〜」に続いてミュージック・ビデオが制作された。
3. SUMMER SONG 〜YUI Acoustic Version〜
恒例となっている前シングル曲のアコースティックバージョン。

## チャート
オリコンチャートで初登場1位を獲得し、前作から2作連続、通算4作目となった。初動売上は自身初の10万枚突破となり、「LOVE & TRUTH」を抜いて自己最高記録を更新し、2009年に発売された女性アーティストのシングルとしては6月15日付時点で最高の数字を記録した。ビルボードチャートのJapan Hot 100では2009年4月18日付で初登場100位を記録し、6月13日付で前週の41位から浮上して1位を獲得した。

## タイアップ
| 曲名  | タイアップ                                                                |
| ----- | ------------------------------------------------------------------------- |
| again | MBS・TBS系アニメ『鋼の錬金術師 FULLMETAL ALCHEMIST』1stオープニングテーマ |

## カバー
- Morfonica［倉田ましろ（進藤あまね）］ - 2025年3月19日にゲーム『バンドリ! ガールズバンドパーティ!』に追加収録。